# Monoflata brasiliensis
Monoflata brasiliensis är en insektsart som först beskrevs av Maximilian Spinola 1839.  Monoflata brasiliensis ingår i släktet Monoflata och familjen Flatidae. Inga underarter finns listade i Catalogue of Life.